# Rune Belsvik
Rune Belsvik, född 14 april 1956 i Haugesund, är en norsk författare, dramatiker och barnboksförfattare. Belsvik debuterade 1979 med Ingen drittunge lenger som han också fick Nynorska barnlitteraturpriset för 1980. För barnböckerna om Dustefjerten har Belsvik fått Kultur- och kyrkodepartementets priser för barn- och ungdomslitteratur. Han blev också tilldelad Bragepriset år 2000. Från 1983 har han varit författare på heltid.

## Priser och utmärkelser
- 1979 – Nynorska barnlitteraturpriset för ..ingen drittunge lenger...
- 1984 – Cappelenpriset
- 1984 – Melsom-priset
- 1992 – Nynorska barnlitteraturpriset för Kjærleiken er eit filmtriks
- 1994 – Kultur- och kyrkodepartementets priser för barn- och ungdomslitteratur för Dustefjerten og den store marsipanfesten
- 1994 – Sunnmørspriset för Dustefjerten og den store marsipanfesten
- 1996 – Kritikerpriset för Dustefjerten og den store vårdagen
- 2000 – Bragepriset för Ein naken gut
- 2000 – Nynorska litteraturpriset för Ein naken gut
- 2001 – Kritikerpriset för Verdas mest forelska par
- 2003 – Kultur- och kyrkodepartementets priser för barn- och ungdomslitteratur för Dustefjerten og den store sommarferieturen